# Bystřička (přítok Vsetínské Bečvy)
Bystřička (též Bystřice) je pravostranným přítokem Vsetínské Bečvy. Pramení na severním svahu vrchu Beskyd (891 m n. m.) v pohoří Vsetínské vrchy. Protéká obcí Valašská Bystřice a pod soutokem s potokem Malá Bystřička (Malá Bystřice) a silničním mostem u pohostinství U Bušů se vlévá do přehrady Vodní nádrž Bystřička. Pod přehradní nádrží říčka nese jméno Bystřička (Bystřice), protéká obcí Bystřička, kde se vlévá do Vsetínské Bečvy. Délka toku činí cca 21,0 km. Nejvýznamnější přítoky jsou pravostranné potoky Malá Bystřička a Růžďka (potok).

## Vodní režim
Průměrný průtok u ústí činí 0,864 m³/s.

## Využití
Využívá se k letní rekreaci a k zavlažování. Slouží rovněž k odvodu odpadních vod - projekt Čistá Bečva. Jako prevence povodní slouží přehradní nádrž a četné hráze na toku. K rybolovu slouží rybářské revíry.

### Rybářské revíry na Bystřičce (Bystřici)
Rybářské revíry jsou úseky řeky, které obhospodařuje Český rybářský svaz a jsou určené k vykonávání rybářského práva. Jsou uvedeny v Soupisu revírů a na řece jsou označovány a číslovány proti proudu řeky. Říčka Bystřička (Bystřice) má jeden revír pstruhový a jeden mimopstruhový.